# Mass Effect (серијал)
Mas Efekt (eng. Mass Effect) je serijal naučno fantastičnih akcionih pucačkih video igara iz trećeg lica, razvijena od strane kanadske kompanije Bajover i objavljena za Xbox 360, PlayStation 3 i Windows, dok je treći deo serijala objavljen i za Wii U. Četvrta igra se očekuje da će biti objavljena za Windows, PlayStation 4 i Xbox One.
Originalna trilogija se velikim delom fokusira na vojnika zvanog Komandant Šepard, čija misija je da spasi galaksiju od rase moćnih mehaničkih bića poznatih kao Kosači i njihovih agenata, uključujuči i antagonistu prve igre, Sarena Arteriusa. U prvoj igri, Šepard istražuje Sarena, za kojeg se otkriva da radi pod vođstvom Soverejna, Kosača koji je ostao u Mlečnom putu desetina hiljada godina pre, kada su Kosači istrebili sav samosvestan organski život u galaskiji, u svrhu ciklusa genocida koji se ponavlja iz nepoznatih razloga. Soverejnova svrha jeste da pokrene neizbežan povratak Kosača koji su u hibernaciji u vangalaktičkom prostoru, da bi proces istrebljenja ponovo započeo. Radnja druge igre se odvija dve godine kasnije i prati Šeparda dok se bori sa Kolektorima, vanzemaljskom rasom koja kidnapuje ljudske kolonije u cilju pomoći Kosačima da se vrate u Mlečni put. Poslednja igra u Šepardovoj trilogiji se fokusira na rat koji se odvija protiv Kosača.
Sledeći nastavak se očekuje da bude smešten u Andromeda galaksiji i da sadrži potpuno nove likove.
Sve tri igre u Mas Efekt serijalu su naišle na veliki komercijalni i kritički uspeh. Serijal je visoko nagrađivan zbog svoje naracije, razvoja likova, sinhronizacije i važnosti igračevih odluka koje utiču na celokupan doživljaj.

## Postavka
Mas Efekt je smešten u fiktivnu verziju Mlečnog puta u godini 2183, u kojoj je galaksija nastanjena mnogim različitim vrstama kroz celo svoje prostranstvo. Galaktička zajednica je podelila Mlečni put na pet različitih sektora, poznatih kao Terminus Sistemi, Atički prelaz, Unutrašnji i Spoljašnji Prostor Saveta, i Prostor Alijanse. Zemlja je značajna lokacija posebno u trećoj igri, a takođe značajna lokacija je svemirska stanica poznata kao Citadela.
Četvrta igra u serijalu se očekuje da bude smeštena u Andromeda galaksiji, dugo nakon događaja prethodne tri igre.

## Tok igre
Objavljene su tri igre, od kojih svaka nastavlja radnju prethodne u hronološkom redu. Mas Efekt serijal kombijuje akcione sa elementima igara igranja uloga, dok se ceo serijal odvija iz perspektive trećeg lica. Protagonista može koristiti dva člana tima u borbama koje kontroliše veštačka inteligencija, a tim se najčešće sastoji od članova koje je on ili ona regrutovao sa raznih mesta i iz različitih razloga, i koji su dovedeni na Normandiju, Šepardov brod. Igrač može donositi razne odluke u zavisnosti od situacije. U tim trenucima, igrač ima više postavki dijaloga i opcija koje može izabrati da bi nastavio konverzaciju sa likovima u igri, koje se razlikuju po prizvuku i ishodu. Počevši od Mas Efekt 2, igrač može prekinuti rez-scene smireno ili agresivno. Igre često imaju različite mini-igre u sebi takođe, poput pića, plesa i mogućnosti ostvarivanja romanse sa nekim od likova.

## Igre
| Godina | Naslov                | Developer          | Platforma                               |
| ------ | --------------------- | ------------------ | --------------------------------------- |
| 2007   | Mas Efekt             | Bajover            | Windows, PlayStation 3, Xbox 360        |
| 2009   | Mas Efekt Galaksija   | Bajover            | iOS                                     |
| 2010   | Mas Efekt 2           | Bajover            | Windows, PlayStation 3, Xbox 360        |
| 2012   | Mas Efekt Infiltrator | IronMonkey Studios | iOS, Android, Windows Fon               |
| 2012   | Mas Efekt 3           | Bajover            | Windows, PlayStation 3, Xbox 360, Wii U |
| 2017   | Mas Efekt: Andromeda  | Bajover            | Windows, PlayStation 4, Xbox One        |

### Glavni serijal

#### Mas Efekt
Mas Efekt (2007), prva igra u serijalu, je originalno osmišljena kao igrica ekskluzivno za Xbox 360, ali je kasnije portovana i za Windows i PlayStation 3. Igra se fokusira na protagonistu, Komandanta Šeparda, i njegovu ili njenu misiju da zaustavi podlog Spektra Sarena Arterijusa od komandovanja vojskom samosvesnih mašina, poznatih kao Get, u cilju da osvoji galaksiju. U toku potere za Sarenom, Šepard saznaje za daleko veću pretnju – Kosače. Saren je mentalno pokoren od strane prethodnika Kosača, Soverejna, i poslat je u prostor Citadele da bi pokrenuo istrebljenje svog naprednog samosvesnog organskog života u galaksiji, ciklusa koji Kosači ponavljaju svakih 50 000 godina.

##### Sadržaj dostupan za preuzimanje
- Sruši nebo: Šepard treba da se suoči sa teroristima koji prete da uništi veliku ljudsku koloniju.
- Stanica Vrhunac: Šepard može da se ukrca na enormnu svemirsku stanicu da se takmiči u simulacijama borbi i osvoji „penzioni fond“ koji omogućava minorne beneficije u igri.

#### Mas Efekt 2
Mas Efekt 2, druga igrica u serijalu, je objavljena 26. januara 2010. u Severnoj Americi, i 29. januara 2010. u Evropi. Igra je smeštena dve godine u budućnost nakon događaja iz prvobitnog Mas Efekta. Ljudske kolonije su napadnute, i kolonisti nestaju bez traga. Protagonista, komandant Šepard, je primoran na mučnu alijansu sa pro-ljudskom paravojnom organizacijom, Kerber, u cilju da pokuša da otkrije uzrok nestanka kolonista. Dokazi koji se pojavljuju ukazuju na Kolektore, naprednu, zagonetnu insektoliku humanoidnu rasu. Dodatak celoj pretnji je i otkriće da Kolektori rade za Kosače. Šepard se upušta u „samoubistvenu misiju“, u cilju da zaustavi Kolektore u društvu pažljivo odabranih vojnika, atentatora, najamnika i specijalista.

##### Saržaj dostupan za preuzimanje:
- Mesto pada Normandije: dodatna samostalna misija za Šeparda, u kojoj odaje počast posadi Normandije i samoj olupini.
- Zaid – Princ osvete: dodatni član tima, najamnik.
- Kasumi – Ukradeno sećanje: dodatni član tima, lopov.
- Overlord: Šepard istražuje katastrofalni problem sa veštačkom inteligencijom.
- Leglo Brokera Senki: Šepard se pridružuje Liari T’Soni u njenom lovu na nedostižnog Brokera senki.
- Dolazak: Šepard otkriva i odlaže invaziju Kosača.

#### Mas Efekt 3
Mas Efekt 3, treća i finalna igra u Mas Efekt trilogiji, je objavljena 6. marta 2012. godine. U poslednjem poglavlju, Kosači su se vratili i otpočinju svoje čišćenje galaksije napadom na Zemlju. Komandant Šepard se za vreme napada nalazi na Zemlji i primoran/primorana je da je napusti. Nakon napuštanja Zemlje, Šepard mora da požuri i ujedini napredne rase galaksije da bi uzvratili jedan konačan udarac, ne samo da bi spasili Zemlju, već i da bi prekinuli ciklus istrebljenja dug milionima godina.

##### Sadržaj dostupan za preuzimanje:
- Iz pepela: dodatna misija u kojoj se može izvaditi drevni predmet.
- Levijatan: Šepard otkriva poreklo Kosača.
- Omega: Šepard pomaže Ariji T’Louk da povrati vlast nad Omega svemirskom stanicom.
- Citadela: Šepard i posada uživaju u slobodnom vremenu i moraju se suočiti sa misterioznim kradljivcem identiteta.

#### Mas Efekt: Andromeda
Mas Efekt: Andromeda, prva igrica u novom serijalu, i četvrta igrica u glavnoj franšizi, je najavljena E3 2015. godine. Očekuje se da bude objavljena 2017. godine. Igrica će se bazirati na Frostbajt endžinu i biće objavljena za Microsoft Windows, PlayStation 4 i Xbox.

### Kolekcije

#### Mas Efekt Trilogija
Dana 26. septembra 2012, Bajover je najavio Mas Efekt Trilogiju, ponovnu objavu sve tri igrice u jednom pakovanju. Pakovanje je uključivalo i premijum foliju sa ilustracijom Komandanta Šeparda, i multiplejer komponenta Mas Efekt 3 je i dalje bila prisutna. Pakovanje je objavljeno 6. novembra 2012. za Xbox 360 i Microsoft Windows, i 4. decembra 2012. za PlayStation 3.

## Drugi mediji

### Romani
- Mas Efekt: Otkrovenje (2007): Prvi roman baziran na Mas Efektu, radnja se vrti oko tada poručnika Dejvida Andersona i priča priču o tome kako je upoznao Sarena i o početku njegove veze sa Kejli Senders. Proširuje istoriju Mas Efekt univerzuma i u detalje otkriva kako je Anderson propustio šansu da postani prvi čovek Spektar. Mas Efekt: Otkrovenje je napisao Dru Karpišin.
- Mas Efekt: Uzdizanje (2008): Drugi roman baziran na Mas Efektu, gde se radnja vrti oko protagoniste Pola Grejsona, člana Kerbera, koji je u nadležnosti podizanja devojčice biotika po imenu Gilijan. Radnja se odvija otrpilike dva meseca nakon završnih događaja prve igre. Mas Efekt: Uzdizanje je drugi roman smešten u Mas Efekt univerzum koji je napisao Dru Karpišin.
- Mas Efekt: Odmazda (2010): 27. jula 2010, Bajover je objavio treći Mas Efekt roman koji je napisao Dru Karpišin, kao nastavak za Mas Efekt 2 i Mas Efekt: Uzdizanje.
- Mas Efekt: Obmana (2012): Četvrti Mas Efekt roman baziran na priči Gilijan Grejson. Prva knjiga u serijalu koju je napisao Vilijam C. Dic.

#### Romani obožavalaca
Mas Efekt: Odaberi svoj put (2012) je popularni interaktivni fiktivni roman, delo Majka Kajate, čija je radnja paralelna sa događajima Mas Efekta 2. Prati podvige bezimenog prodavca sa Citadele koji juri Komandanta Šeparda kroz galaksiju da bi dobio odobrenje za svoju prodavnicu. Ohrabren od strane Iluzornog čoveka, prodavac postaje nesrećno upleten u opasne posledice različitih Šepardovih avantura.

### Stripovi
- Mas Efekt: Iskupljenje je strip iz četiri dela koji je objavljen u periodu između januara i aprila 2010. godine. Priča, koja prati Liaru T'Soni, je smeštena u međuperiod između prologa i glavne priče Mas Efekt 2, i povezana je sa Leglom Brokera Senki, sadržajem dostupnim za preuzimanje koji je objavljen za igricu.[2][3][4][5]
- Mas Efekt: Upad je onlajn strip koji prati Ariju T'Louk i njen susret sa Kolektorima nedelju dana pre događaja na početku Mas Efekt 2. Događaji u Mas Efekt: Upad su povezani sa događajima iz Mas Efekt: Iskupljenje. Objavljen je 21. juna 2010. godine.
- Mas Efekt: Istraga je onlajn strip koji je napisao Mek Volters. Radnja je smeštena nakon Mas Efekt 2 i prati Kapetana Armanda-Ouvena Bejlija tokom njegove istrage izvršioca Verani Palina i korupcije u okviru C-seka. Objavljen je 26. oktobra 2010. godine.
- Mas Efekt: Evolucija je strip iz četiri dela koji prati priču Iluzivnog čoveka i smeštena je u vreme Prvog kontaktnog rata, ubrzo nakon otkrića releja mase.
- Mas Efekt: Osuda je mini strip čija se radnja odvija pre događaja Mas Efekt 3, i prati poručnika Džejmsa Vegu za vreme njegovog boravka na Omegi pre povratka u službu Sistemima Alijanse.
- Mas Efekt: Invazija je strip iz četiri dela objavljen u periodu od oktobra 2011. do januara 2012. godine i prati Ariju T'Louk, piratsku kraljicu Omege, u vreme napada Kerbera na Omegu.[6]
- Mas Efekt: Planete je strip iz četiri dela gde svaki deo prati drugog glavnog lika iz Mas Efekt serijala.
- Mas Efekt: Blasto: Večnost je zauvek je kratak strip u kom je glavni junak Blasto, Spektar hanar, koji je u glavnoj ulozi u nekoliko Mas Efekt filmova kao prvi Spektar hanar u galaksiji.
- Mas Efect: Ko se poslednji smeje je kratak strip objavljen 4. maja 2013. godine i objašnjava kako je Džef "Džoker" Morou postao pilot Normandije.
- Mas Efect: Temelj je strip iz 13 delova. Prvi deo je objavljen 24. jula 2013. godine i sadrži priču koja teče paralelno sa trilogijom igrica i osmišljena je tako da proširi ceo Mas Efekt univerzum.

### Filmovi
- Mas Efekt: 24. maja 2010. godine, EA je najavila da su Ledženderi Pikčurs i Vorner Bros ostvarili prava na Mas Efekt film, gde će kao producenti biti uposleni sami producenti igre, Kejsi Hadson, Rej Muzika i Greg Zešuk iz Bajovera.
- Mas Efekt: Izgubljeni paragon (2012): 7. aprila 2011. godine. EA je objavila da će anime distributer Funimejšon Entertejnment i japanski studio T.O. Entertejnment napraviti anime filmsku adaptaciju baziranu na serijalu. Film je objavljen 28. decembra 2012. godine i priča priču pre Mas Efekt 3, prati karijeru mladog marinca Alijanse Džejmsa Vege dok predvodi elitnu specijalnu jedinicu u borbu protiv Kolektora. Stacionirani u koloniji u udaljenom sazvežđu, Vega i njegovi vojnici moraju zaštiti civile od nemilosrdne invazije Kolektora.

#### Filmovi obožavalaca
- Mas Efekt: Zadatak (2012) je film obožavalaca čija je radnja smeštena u istom vremenskom periodu kao i Mas Efekt igrice. Film prati priču dva N7 vojnika, Mir i Hejl, koju jure Defoa, krijumčara čiji je tovar od velikog interesa za mnoge.
- Crveni pesak (2012) je film obožavalaca čija je radnja smeštena pre Mas Efekt serijala. Smešten je 35 godina pre radnje igrica i priča priču o otkriću antičkih Proteanskih ruševina na Marsu. U filmu je Mark Mir, glas muške verzije Komandanta Šeparda u igricama, u ulozi pukovnika Džona Grisoma.

### Akcione figure
Dve serije akcionih figura su puštene u prodaju od strane DC Dajrekta i Big Fiš Tojsa za Mas Efekt 2 i Mas Efekt 3. Prva serija je uključivala akcione figure Komandanta Šeparda, Granta, Tali i Tejna. Druga serija je uključivala Gerusa, Legiju, Mirandu i Mordina. Figure vezane za Mas Efekt 3 su sadržale i dodatni bonus sadržaj dostupan za preuzimanje, koji je ekskluzivan i različit za svakog lika.

### Umetničke knjige
Dve Mas Efekt umetničke knjige su objavljene: Umetnost Mas Efekta (2007), i Umetnost Mas Efekt univerzuma (2012). Umetnost Mas Efekta prikazuje skice dizajna i konceptualne crteže koji su kreirani za originalnu Mas Efekt igricu, dok Umetnost Mas Efekt univerzuma sadrži skice, crteže i koncepte za celu trilogiju.

## Likovi

### Likovi u glavnom serijalu
| Lik                                         | Igra                                     | Igra                                     | Igra                                     |
| Lik                                         | Mas Efekt                                | Mas Efekt 2                              | Mas Efekt 3                              |
| ------------------------------------------- | ---------------------------------------- | ---------------------------------------- | ---------------------------------------- |
| Komandant Šepard                            | Mark Mir (muškarac) Dženifer Hejl (žena) | Mark Mir (muškarac) Dženifer Hejl (žena) | Mark Mir (muškarac) Dženifer Hejl (žena) |
| Ešli Vilijams                               | Kimberli Bruks                           | Kimberli Bruks                           | Kimberli Bruks                           |
| Liara T'Soni                                | Ali Hilis                                | Ali Hilis                                | Ali Hilis                                |
| Kejdan Alenko                               | Rafael Sbardž                            | Rafael Sbardž                            | Rafael Sbardž                            |
| Garus Vakarian / Arhanđeo                   | Brendon Kiner                            | Brendon Kiner                            | Brendon Kiner                            |
| Tali'Zora vas Normandi/ nar Raja / vas Nima | Liz Sroka                                | Liz Sroka                                | Liz Sroka                                |
| Miranda Loson                               | Ne pojavljuje se                         | Ivon Stahovski                           | Ivon Stahovski                           |
| Iluzivni čovek                              | Ne pojavljuje se                         | Martin Šin                               | Martin Šin                               |
| Džef "Džoker" Morou                         | Set Grin                                 | Set Grin                                 | Set Grin                                 |
| Dejvid Anderson                             | Kit Dejvid                               | Kit Dejvid                               | Kit Dejvid                               |
| Urdnot Vreks                                | Stiv Bar                                 | Stiv Bar                                 | Stiv Bar                                 |
| EDI                                         | Ne pojavljuje se                         | Triša Helfer                             | Triša Helfer                             |
| Džejkob Tejlor                              | Ne pojavljuje se                         | Adam Lazar-Vajt                          | Adam Lazar-Vajt                          |
| Mordin Solus                                | Ne pojavljuje se                         | Majkl Biti                               | Vilijam Saljers                          |
| Džek / Subjekt Nula                         | Ne pojavljuje se                         | Kortenej Tejlor                          | Kortenej Tejlor                          |
| Grant                                       | Ne pojavljuje se                         | Stiven Blum                              | Stiven Blum                              |
| Tejn Krios                                  | Ne pojavljuje se                         | Kejt Farli                               | Kejt Farli                               |
| Legija                                      | Ne pojavljuje se                         | D.C. Daglas                              | D.C. Daglas                              |
| Samara                                      | Ne pojavljuje se                         | Megi Berd                                | Megi Berd                                |
| Morint                                      | Ne pojavljuje se                         | Natalija Sigluti                         | Pomenuta                                 |
| Zaid Massani                                | Ne pojavljuje se                         | Robin Sahs                               | Robin Sahs                               |
| Kasumi Goto                                 | Ne pojavljuje se                         | Kim Hoj                                  | Kim Hoj                                  |
| Džejms Vega                                 | Ne pojavljuje se                         | Ne pojavljuje se                         | Fredi Princ Džunior                      |
| Džavik                                      | Ne pojavljuje se                         | Ne pojavljuje se                         | Ike Amadi                                |
| Admiral Stiven Haket                        | Lens Henriksen                           | Lens Henriksen                           | Lens Henriksen                           |
| Ambasador / Savetnik Donel Udina            | Bil Ratner                               | Bil Ratner                               | Bil Ratner                               |
| Savetnik Tevos                              | Džan Aleksandra Smit                     | Džan Aleksandra Smit                     | Džan Aleksandra Smit                     |
| Savetnik Valern                             | Armin Šimerman                           | Armin Šimerman                           | Armin Šimerman                           |
| Savetnik Sparatus                           | Alaster Dankan                           | Alaster Dankan                           | Alaster Dankan                           |
| Savetnik Irissa                             | Ne pojavljuje se                         | Pomenuta                                 | Suzan Ajsenberg                          |
| Savetnik Ešil                               | Ne pojavljuje se                         | Pomenuta                                 | Grej DeLizl                              |
| Savetnik Kventius                           | Ne pojavljuje se                         | Pomenut                                  | Pojavljuje se                            |
| Konrad Verner                               | Džef Pejdž                               | Džef Pejdž                               | Džef Pejdž                               |
| Inženjer Gregori Adams                      | Rodžer Džekson                           | Pomenut                                  | Rodžer Džekson                           |
| Kapetan / Major Kirahi                      | Džordž Silađi                            | Pomenut                                  | Džordž Silađi                            |
| Saren Arterius                              | Fred Tatašore                            | Ne pojavljuje se                         | Ne pojavljuje se                         |
| Matriharh Benezia                           | Marina Sirtis                            | Ne pojavljuje se                         | Ne pojavljuje se                         |
| Soverejn                                    | Piter Džesop                             | Ne pojavljuje se                         | Ne pojavljuje se                         |
| Ka'hairal Balak                             | Fred Tatašore                            | Pomenut                                  | Fred Tatašore                            |
| Najlus Krajik                               | Alaster Dankan                           | Pomenut                                  | Pomenut                                  |
| Navigator Čarls Presli                      | Dvajt Šulc                               | Dvajt Šulc                               | Pomenut                                  |
| Radnik Keli Čejmbers                        | Ne pojavljuje se                         | Kara Pifko                               | Kara Pifko                               |
| Aria T'Louk                                 | Ne pojavljuje se                         | Keri-En Mos                              | Keri-En Mos                              |
| dr Kerin Čakvas                             | Kerolin Sejmour                          | Kerolin Sejmour                          | Kerolin Sejmour                          |
| dr Kloe Mišel                               | Džan Aleksandra Smit                     | Pomenuta                                 | Džan Aleksandra Smit                     |
| Kapetan / Komandant Armando-Ouven Bejli     | Ne pojavljuje se                         | Majkl Hogan                              | Majkl Hogan                              |
| Inženjer Kenet "Ken" Doneli                 | Ne pojavljuje se                         | Džon Ulijat                              | Džon Ulijat                              |
| Inženjer Gabrijela "Gabi" Denijels          | Ne pojavljuje se                         | Dana Fejnglas                            | Dana Fejnglas                            |
| Oriana Loson                                | Ne pojavljuje se                         | Pojavljuje se                            | Laura Bejli                              |
| Gatatog Uvenk                               | Ne pojavljuje se                         | Majkl Dorn                               | Ne pojavljuje se                         |
| Kal'Rigar                                   | Ne pojavljuje se                         | Adam Boldvin                             | Pomenut                                  |
| Admiral Šala'Ran vas Tonbaj                 | Ne pojavljuje se                         | Šoreh Agdašlu                            | Šoreh Agdašlu                            |
| Admiral Han'Gerel vas Nima                  | Ne pojavljuje se                         | Sajmon Templman                          | Sajmon Templman                          |
| Admiral Zal'Koris vas Kvib-Kvib             | Ne pojavljuje se                         | Martin Džarvis                           | Martin Džarvis                           |
| Admiral Daro'Ksen vas More                  | Ne pojavljuje se                         | Klaudija Blek                            | Klaudija Blek                            |
| Harbindžer                                  | Ne pojavljuje se                         | Kit Sarabajka                            | Pojavljuje se                            |
| Koljat Krios                                | Ne pojavljuje se                         | Kvinton Flin                             | Kvinton Flin                             |
| Matrijarh Etita                             | Ne pojavljuje se                         | Klaudija Blek                            | Klaudija Blek                            |
| Nasana Dantius                              | Grej DeLizl                              | Grej DeLizl                              | Ne pojavljuje se                         |
| Rana Tanoptis                               | Belinda Korniš                           | Belinda Korniš                           | Pomenuta                                 |
| Kalisa Bint Sinan al-Džilani                | Ejpril Banigan                           | Ejpril Banigan                           | Ejpril Banigan                           |
| Broker Senki                                | Pomenut                                  | Stiven Blum                              | (zamenjen od strane Liare T'Soni)        |
| Tela Vasir                                  | Ne pojavljuje se                         | Džesika En Bogart                        | Ne pojavljuje se                         |
| Dejvid Arčer                                | Ne pojavljuje se                         | Džesi Žarve                              | Džesi Žarve                              |
| Gevin Arčer                                 | Ne pojavljuje se                         | Sajmon Templmen                          | Sajmon Templmen                          |
| Šiala                                       | Gvendolina Jeo                           | Gvendolina Jeo                           | Pomenuta                                 |
| Đana Parasini                               | Vendi Braun                              | Vendi Braun                              | Ne pojavljuje se                         |
| Emily Vong                                  | Endi MekAfi                              | Endi MekAfi                              | Pomenuta                                 |
| Fist                                        | Džon Vrajt                               | Džon Vrajt                               | Ne pojavljuje se                         |
| Ambasador Din Korlak                        | Leks Lang                                | Ne pojavljuje se                         | Leks Lang                                |
| Fai Dan                                     | Armin Šimerman                           | Ne pojavljuje se                         | Ne pojavljuje se                         |
| Barla Von                                   | Džon Vrajt                               | Ne pojavljuje se                         | Džon Vrajt                               |
| Supruga Ša'ira                              | Gvendolin Jeo                            | Mentioned                                | Gvendolin Jeo                            |
| Kejt Bauman                                 | Odri Vasilevski                          | Pomenuta                                 | Ne pojavljuje se                         |
| Detektive Anaja                             | Ne pojavljuje se                         | Sindi Robinson                           | Ne pojavljuje se                         |
| Niftu Kal                                   | Ne pojavljuje se                         | Mark Mir                                 | Ne pojavljuje se                         |
| Feron                                       | Ne pojavljuje se                         | Juri Lovental                            | Pomenut                                  |
| Vojni zapovednik Okir                       | Ne pojavljuje se                         | Dejv Fenoj                               | Pomenut                                  |
| Vido Santiago                               | Ne pojavljuje se                         | Ričard Grin                              | Ne pojavljuje se                         |
| Donovan Hok                                 | Ne pojavljuje se                         | Džon Uljat                               | Ne pojavljuje se                         |
| Vodnik Rupert Gardner                       | Ne pojavljuje se                         | Bil Ratner                               | Ne pojavljuje se                         |
| dr Amanda Kenson                            | Ne pojavljuje se                         | Viktorija Grej                           | Ne pojavljuje se                         |
| Harkin / Fejd                               | Rodžer Džekson                           | Rodžer Džekson                           | Ne pojavljuje se                         |
| Stiv Kortez                                 | Ne pojavljuje se                         | Ne pojavljuje se                         | Metju Del Negro                          |
| Samanta Trejnor                             | Ne pojavljuje se                         | Ne pojavljuje se                         | Aliks Vilton Regan                       |
| Dijana Alers                                | Ne pojavljuje se                         | Ne pojavljuje se                         | Džesika Šobot                            |
| Kai Leng                                    | Ne pojavljuje se                         | Ne pojavljuje se                         | Troj Bejker                              |
| Kejli Sanders                               | Ne pojavljuje se                         | Ne pojavljuje se                         | Grej DeLizl                              |
| Primarh Adrien Viktus                       | Ne pojavljuje se                         | Ne pojavljuje se                         | Danijel Riordan                          |
| Dalatras Linron                             | Ne pojavljuje se                         | Ne pojavljuje se                         | Grej DeLizl                              |
| Iv / Urdnot Bakara                          | Ne pojavljuje se                         | Ne pojavljuje se                         | Lani Minela                              |
| Levajatan                                   | Ne pojavljuje se                         | Ne pojavljuje se                         | Entoni Skordi                            |
| dr En Brajson                               | Ne pojavljuje se                         | Ne pojavljuje se                         | Fej Masterson                            |
| Henri Loson                                 | Ne pojavljuje se                         | Pomenut                                  | Alan Dejl                                |
| Oleg Petrovski                              | Ne pojavljuje se                         | Ne pojavljuje se                         | Brajan Džordž                            |
| Najrin Kandros                              | Ne pojavljuje se                         | Ne pojavljuje se                         | Sumali Montano                           |
| Maja Bruks                                  | Ne pojavljuje se                         | Ne pojavljuje se                         | Sioban Hjulit                            |

### Likovi u ostalim igricama
| Lik                  | Igra                | Igra                  |
| Lik                  | Mas Efekt Galaksija | Mas Efekt Infiltrator |
| -------------------- | ------------------- | --------------------- |
| Džejkob Tejlor       | Pojavljuje se       |                       |
| Miranda Loson        | Pojavljuje se       |                       |
| Džat'Amon            | Pojavljuje se       |                       |
| Derek Izunami        | Pojavljuje se       |                       |
| Naks                 | Pojavljuje se       |                       |
| Bata                 | Pojavljuje se       |                       |
| Klin "Crnooki" Darag | Pojavljuje se       |                       |
| Ilo Nazario          | Pojavljuje se       |                       |
| Randal Ezno          |                     | Pojavljuje se         |
| Direktor             |                     | Pojavljuje se         |
| Inali Renata         |                     | Pojavljuje se         |
| X1                   |                     | Pojavljuje se         |

### Likovi iz romana
| Lik              | Roman                 | Roman                | Roman              | Roman             |
| Lik              | Mas Efekt: Otkrovenje | Mas Efekt: Uzdizanje | Mas Efekt: Odmazda | Mas Efekt: Obmana |
| ---------------- | --------------------- | -------------------- | ------------------ | ----------------- |
| Kejli Senders    | Pojavljuje se         | Pojavljuje se        | Pojavljuje se      | Pojavljuje se     |
| Dejvid Anderson  | Pojavljuje se         | Pomenut              | Pojavljuje se      | Pojavljuje se     |
| Iluzivni čovek   |                       | Pojavljuje se        | Pojavljuje se      | Pojavljuje se     |
| Pol Grejson      |                       | Pojavljuje se        | Pojavljuje se      | Pomenut           |
| Gilijan Grejson  |                       | Pojavljuje se        | Pomenuta           | Pojavljuje se     |
| Hendel Mitra     |                       | Pojavljuje se        | Pomenut            | Pojavljuje se     |
| Saren Arterius   | Pojavljuje se         | Pomenut              | Pomenut            | Pomenut           |
| Džon Grisom      | Pojavljuje se         | Pomenut              | Pomenut            |                   |
| Kai Leng         |                       |                      | Pojavljuje se      | Pojavljuje se     |
| Aria T'Louk      |                       |                      | Pojavljuje se      | Pojavljuje se     |
| Nik Donahju      |                       | Pojavljuje se        | Pojavljuje se      | Pojavljuje se     |
| Komandant Šepard |                       | Pojavljuje se        | Pojavljuje se      | Pojavljuje se     |

## Spoljašnje veze
- Zvanična veb stranica
- Elektronik arts
- Bajover